# Pacifica Koral Reef
Pacifica Koral Reef ist ein Jazzalbum von Wadada Leo Smith, Henry Kaiser und Alex Varty. Die in Berkeley, Kalifornien, entstandenen Aufnahmen erschienen am 7. Januar 2022 auf 577 Records.

## Hintergrund
Der Komponist und Trompeter Wadada Leo Smith hat das Album zusammen mit zwei Gitarristen, dem Improvisator Henry Kaiser von der Westküste der USA und dem kanadischen Kunstkritiker Alex Varty, aufgenommen; es wird als ein einziges Stück präsentiert, das sich über einen Zeitraum von 55 Minuten entfaltet. Das Stück wurde mit Smiths Ankhrasmation-Methode geschaffen, einem Rahmen für musikalische Darbietung und Komposition, den Smith erstmals 1967 eingeführt hatte. Ankhrasmation – das Wurzelwort „Ankh“ ist die altägyptische Hieroglyphe für „Leben“ – verwendet Farben und andere Symbole, die bestimmen, wie ein Musikstück gespielt wird, und lassen dem Spieler genügend Optionen, sich auch der Improvisation zu nähern, notierte John Morison. Der 55-minütige Titel des Albums, der das Pacifica Koral Reef thematisiert, bezieht sich auf die Ideen und Emotionen, die während Vartys und Kaisers regelmäßigen Tauchausflügen in der Salish Sea von British Columbia bzw. unter dem Eis in der Antarktis hervorgerufen wurden.

## Titelliste
- Wadada Leo Smith, Henry Kaiser und Alex Varty: Pacifica Koral Reef[4]

1. Pacifica Koral Reef 55:09

Die Komposition stammt von Wadada Leo Smith.

## Rezeption
Varty eröffnet das Album mit zarten Gitarrensoli und erzeugt fast zehn Minuten lang ein beruhigendes Gefühl friedlicher Weite, schrieb Dave Center (Chicago Reader). Smiths anschließender Auftritt hebe dieses Anmutung  nicht auf; stattdessen ergänze sein Spiel Vartys Gitarre mit Jaulen und schwankenden langen Tönen. Die vage Hinzufügung von etwas, das wie gestimmte Live-Elektronik klingt (jedoch Kaisers Gitarre ist), mache die Zuhörer auf sich aufmerksam; Pacifica Koral Reef biete einen einzigartigen Ansatz für elektroakustische Improvisation. Auch wenn Kaiser zeitweise loslege, sei Pacifica Koral Reef ein seltener Einblick in ein Trio, das die Extreme weitgehend vermeide, wobei jeder Spieler durch Smiths Partitur schwimme und ein fluides Zeitgefühl eintrete.
John Morrison schrieb in Bandcamp Daily, auf der Grundlage von Smiths Ankhrasmation-Methode versuche das Trio, das schwerelose, traumhafte Gefühl des Schnorchelns in der Salish Sea im pazifischen Nordwesten am Pacifica Koral Reef einzufangen.
Daniel Felsenthal (Pitchfork Media) meinte, Kaisers geformtes Feedback, Vartys akustisches Zupfen und Smiths traurig klingende Trompete seien alle zutiefst individuell, auch wenn sie zusammen an einer kohärenten  Komposition arbeiten. Das Ergebnis stelle die Vorstellung eines Bandleaders infrage; jeder Spieler gebe vielmehr den anderen Hinweise, führe ein Instrumentenstaffelrennen durch und wirble auf ein Zentrum zu, das nicht wirklich existiere. Die  Musikform, wie Pacifica Koral Reef gespielt werde, untergrabe diesen Solipsismus.
Mit seinem hinreißenden, kontemplativen Zusammenspiel der Instrumente lasse Pacifica Koral Reef zum Schwanengesang für unsere kränkelnde Umwelt werden, und auch wenn man auch vielleicht nicht in der Lage sei, dies in den Geräuschen zu erkennen, die sie schaffen, oder es mit der Sprache zu benennen, die wir zu verwenden gelernt haben, jammere die Erde ihnen zugewandt und sie antworteten: „Ich höre dich.“
„Schnorcheln in der Salish Sea im pazifischen Nordwesten ist ein täglicher Teil meiner eigenen Sommerroutine“, schrieb Alexander Varty in den Liner Notes. „Wie die Teilnahme an kollektiver Improvisation gibt es mir das Gefühl, Teil eines größeren Ganzen zu sein, und das Bewusstsein, dass seltsame Schönheiten direkt unter jeder Oberfläche auf uns warten – zusammen mit der Präsenz von Risiken und Beweisen für die Zerbrechlichkeit des Lebens.“ Wadada bringe den großartigen Mut seiner Vorfahren in diese Musik ein, schrieb Varty weiter. „Henry [Kaiser] ist schnell und provokativ und tief in die Praxis des Zuhörens versunken. Ich bin einfach froh, ein Teil des Teams zu sein, und ich hoffe, dass Pacifica Koral Reef allen, die es hören, Licht, Wärme und jenseitiges Vergnügen bringt.“